# Estola flavescens
Estola flavescens là một loài bọ cánh cứng trong họ Cerambycidae.